# Računarska lingvistika
Računarska lingvistika je grana nauke koja se bavi logičkom i statističkom stranom jezika u informatici. Time su se u početku bavili naučnici koji su se specijalizovali na kompjuterskim programima koji bi im pomogli u proučavanju prirodnih jezika.
Računarsku lingvistiku proučavaju, između ostalih, računarski programeri, lingvisti, psiholozi i matematičari. Ova grana nauke je počela da se proučava u SAD početkom 50-ih godina, sa fokusom na vrlo ograničeno mašinsko prevođenje za vojne svrhe, uglavnom ruskih tehničkih i inženjerskih tekstova. Prvi program za mašinsko prevođenje su zajedničkim naporima razvili i javno demostrirali IBM i Univerzitet Džordžtaun, 1954. godine. Bio je to mašinski program za prevođenje sa ruskog na engleski jezik. Ipak, lingvistički problemi sa kojima su se susreli istraživači su vrlo brzo uticali na entuzijazam i optimistička predviđanja u razvoju ove oblasti.

## Nastanak
Računarska lingvistika se rodila kao grana nauke koja bi proučavala softver i algoritme, da bi mogla prevoditi jezičke podatke.
Kada se šezdesetih godina pojavila veštačka inteligencija, grana računarske lingvistike je postala podgrana veštačke inteligencije koja se bavi ljudskim shvatanjima i prirodnim jezicima.
Da bismo preveli jedan jezik na drugi, morali bismo znati gramatiku oba jezika, uključujući i morfologiju (nauka o oblicima reči) i sintaksu (nauka koja se bavi analizom rečenice). Da bismo razumeli sintaksu, morali bismo znati samo značenje reči i čak samu razliku između onoga što bi govornik pričao i značenja same rečenice.
Ovde vidimo, da ono što je počelo kao napor da se prevodi između dva jezika (ili više), preraslo je u čitavu granu nauke koja se posvetila razumevanju kako da predstavimo i proučimo jednostavan prirodni jezik koristeći računare.

## Podela
Računarska lingvistika može biti podeljena u više grana, zavisno od toga kako se posmatra jezik, da li se radi o govornom ili pisanom jeziku i isto tako, zavisno od toga koju operaciju vršimo nad jezikom, da li ga analiziramo (parsiranje), ili kreiramo (generisanje).
Kreiranje govora se bavi time kako se govorni jezik razume koristeći računar i kako uz pomoć računara da izvršimo prepoznavanje i sintezu govora.
Parsiranje i kreiranje su podgrane računarske lingvistike, koje se bave respektivno analiziranjem jezika i kreiranjem nazad.

## Neke od studija kojima se bavi računarska lingvistika
1. Reči proučavane pomoću računara
2. Kreiranje reči za jezike
3. Definicija određenih reči
4. Prevođenje reči uz korišćenje računara
5. Proučavanje razlike između formalnih jezika (npr. latinski) i govornih (npr. engleski)